# WTA de Charleston
O WTA de Charleston – ou Credit One Charleston Open, atualmente – é um torneio de tênis profissional feminino, de categoria WTA 500.
Realizado em Charleston, no estado da Carolina do Sul, nos Estados Unidos, estreou na segunda metade dos anos 1980 e teve duas edições; voltou em 2001. Os jogos são disputados em quadras de saibro verde durante o mês de abril.
Em 2021, foi criado um torneio extra no mesmo local, o MUSC Health Women's Open, de categoria WTA 250, na semana seguinte ao torneio WTA 500, preenchendo uma semana vaga que havia ficado devido à pandemia de COVID-19. Esse evento não retornou no ano seguinte.
O Charleston Open foi oficialmente declarado pela WTA como o "melhor torneio 500 do ano" nas temporadas de 2022 e 2023.

## Finais

### Simples
| Ano                                                         | Campeã                 | Vice-campeã         | Resultado     |
| ----------------------------------------------------------- | ---------------------- | ------------------- | ------------- |
| 2025                                                        | Jessica Pegula         | Sofia Kenin         | 6–3, 7–5      |
| 2024                                                        | Danielle Collins       | Daria Kasatkina     | 6–2, 6–1      |
| 2023                                                        | Ons Jabeur             | Belinda Bencic      | 7–66, 6–4     |
| 2022                                                        | Belinda Bencic         | Ons Jabeur          | 6–1, 5–7, 6–4 |
| 2021 (250)                                                  | Astra Sharma           | Ons Jabeur          | 2–6, 7–5, 6–1 |
| 2021 (500)                                                  | Veronika Kudermetova   | Danka Kovinić       | 6–4, 6–2      |
| Torneio não realizado em 2020 devido à pandemia de COVID-19 |                        |                     |               |
| 2019                                                        | Madison Keys           | Caroline Wozniacki  | 7–65, 6–3     |
| 2018                                                        | Kiki Bertens           | Julia Görges        | 6–2, 6–1      |
| 2017                                                        | Daria Kasatkina        | Jeļena Ostapenko    | 6–3, 6–1      |
| 2016                                                        | Sloane Stephens        | Elena Vesnina       | 7–64, 6–2     |
| 2015                                                        | Angelique Kerber       | Madison Keys        | 6–2, 4–6, 7–5 |
| 2014                                                        | Andrea Petkovic        | Jana Čepelová       | 7–5, 6–2      |
| 2013                                                        | Serena Williams        | Jelena Janković     | 3–6, 6–0, 6–2 |
| 2012                                                        | Serena Williams        | Lucie Šafářová      | 6–0, 6–1      |
| 2011                                                        | Caroline Wozniacki     | Elena Vesnina       | 6–2, 6–3      |
| 2010                                                        | Samantha Stosur        | Vera Zvonareva      | 6–0, 6–3      |
| 2009                                                        | Sabine Lisicki         | Caroline Wozniacki  | 6–2, 6–4      |
| 2008                                                        | Serena Williams        | Vera Zvonareva      | 6–4, 3–6, 6–3 |
| 2007                                                        | Jelena Janković        | Dinara Safina       | 6–2, 6–2      |
| 2006                                                        | Nadia Petrova          | Patty Schnyder      | 6–3, 4–6, 6–1 |
| 2005                                                        | Justine Henin-Hardenne | Elena Dementieva    | 7–5, 6–4      |
| 2004                                                        | Venus Williams         | Conchita Martínez   | 2–6, 6–2, 6–1 |
| 2003                                                        | Justine Henin-Hardenne | Serena Williams     | 6–3, 6–4      |
| 2002                                                        | Iva Majoli             | Patty Schnyder      | 7–65, 6–4     |
| 2001                                                        | Jennifer Capriati      | Martina Hingis      | 6–0, 4–6, 6–4 |
| Torneio não realizado entre 2000 e 1988                     |                        |                     |               |
| 1987                                                        | Manuela Maleeva        | Raffaella Reggi     | 5–7, 6–2, 6–3 |
| 1986                                                        | Elise Burgin           | Tine Scheuer-Larsen | 6–1, 6–3      |

### Duplas
| Ano                                                         | Campeãs                                    | Vice-campeãs                               | Resultado         |
| ----------------------------------------------------------- | ------------------------------------------ | ------------------------------------------ | ----------------- |
| 2025                                                        | Jeļena Ostapenko Erin Routliffe            | Caroline Dolehide Desirae Krawczyk         | 6–4, 6–2          |
| 2024                                                        | Ashlyn Krueger Sloane Stephens             | Lyudmyla Kichenok Nadiia Kichenok          | 1–6, 6–3, [10–7]  |
| 2023                                                        | Danielle Collins Desirae Krawczyk          | Giuliana Olmos Ena Shibahara               | 0–6, 6–4, [14–12] |
| 2022                                                        | Andreja Klepač Magda Linette               | Lucie Hradecká Sania Mirza                 | 6–2, 4–6, [10–7]  |
| 2021 (250)                                                  | Hailey Baptiste Catherine McNally          | Ellen Perez Storm Sanders                  | 46–7, 6–4, [10–6] |
| 2021 (500)                                                  | Nicole Melichar Demi Schuurs               | Marie Bouzková Lucie Hradecká              | 6–2, 6–4          |
| Torneio não realizado em 2020 devido à pandemia de COVID-19 |                                            |                                            |                   |
| 2019                                                        | Anna-Lena Grönefeld Alicja Rosolska        | Irina Khromacheva Veronika Kudermetova     | 7–67, 6–2         |
| 2018                                                        | Alla Kudryavtseva Katarina Srebotnik       | Andreja Klepač María José Martínez Sánchez | 6–3, 6–3          |
| 2017                                                        | Bethanie Mattek-Sands Lucie Šafářová       | Lucie Hradecká Kateřina Siniaková          | 6–1, 4–6, [10–7]  |
| 2016                                                        | Caroline Garcia Kristina Mladenovic        | Bethanie Mattek-Sands Lucie Šafářová       | 6–2, 7–5          |
| 2015                                                        | Martina Hingis Sania Mirza                 | Casey Dellacqua Darija Jurak               | 6–0, 6–4          |
| 2014                                                        | Anabel Medina Garrigues Yaroslava Shvedova | Chan Hao-ching Chan Yung-jan               | 7–64, 6–2         |
| 2013                                                        | Kristina Mladenovic Lucie Šafářová         | Andrea Hlaváčková Liezel Huber             | 6–3, 7–66         |
| 2012                                                        | Anastasia Pavlyuchenkova Lucie Šafářová    | Anabel Medina Garrigues Yaroslava Shvedova | 5–7, 6–4, [10–6]  |
| 2011                                                        | Sania Mirza Elena Vesnina                  | Bethanie Mattek-Sands Meghann Shaughnessy  | 6–4, 6–4          |
| 2010                                                        | Liezel Huber Nadia Petrova                 | Vania King Michaëlla Krajicek              | 6–3, 6–4          |
| 2009                                                        | Bethanie Mattek-Sands Nadia Petrova        | Liga Dekmeijere Patty Schnyder             | 56–7, 6–2, [11–9] |
| 2008                                                        | Katarina Srebotnik Ai Sugiyama             | Edina Gallovits Olga Govortsova            | 6–2, 6–2          |
| 2007                                                        | Yan Zi Zheng Jie                           | Peng Shuai Sun Tiantian                    | 7–5, 6–0          |
| 2006                                                        | Lisa Raymond Samantha Stosur               | Virginia Ruano Pascual Meghann Shaughnessy | 3–6, 6–1, 6–1     |
| 2005                                                        | Conchita Martínez Virginia Ruano Pascual   | Iveta Benešová Květa Peschke               | 6–1, 6–4          |
| 2004                                                        | Virginia Ruano Pascual Paola Suárez        | Martina Navrátilová Lisa Raymond           | 6–4, 6–1          |
| 2003                                                        | Virginia Ruano Pascual Paola Suárez        | Janette Husárová Conchita Martínez         | 6–0, 6–3          |
| 2002                                                        | Lisa Raymond Rennae Stubbs                 | Alexandra Fusai Caroline Vis               | 6–4, 3–6, 7–65    |
| 2001                                                        | Lisa Raymond Rennae Stubbs                 | Virginia Ruano Pascual Paola Suárez        | 5–7, 7–65, 6–3    |
| Torneio não realizado entre 2000 e 1988                     |                                            |                                            |                   |
| 1987                                                        | Laura Gildemeister Tine Scheuer-Larsen     | Mercedes Paz Candy Reynolds                | 6–4, 6–4          |
| 1986                                                        | Sandra Cecchini Sabrina Goleš              | Laura Gildemeister Marcela Skuherská       | 4–6, 6–0, 6–3     |